# Idunella bowenae
Idunella bowenae är en kräftdjursart som beskrevs av G. S. Karaman 1979. Idunella bowenae ingår i släktet Idunella och familjen Liljeborgiidae. Inga underarter finns listade i Catalogue of Life.